# Tynisha Keli
Tynisha Keli Soares (* 28. Juli 1985 in Massachusetts) ist eine US-amerikanische Pop-Sängerin und Songwriterin.

## Leben
Keli wuchs in New Bedford auf und stammte aus sehr armen Verhältnissen. Ihr Vater wurde ermordet, als sie ein Jahr alt war. Sie verließ ihre Heimat mit 14 Jahren und zog für ihre Musikkarriere nach Los Angeles, wo sie im Alter von 15 begann, professionell zu singen. Keli wohnt zurzeit in Atlanta.

## Karriereverlauf
Im Jahr 2002 begann ihre Karriere in einer Girlband namens „Gyrlz Society“. Die Band bekam einen Plattenvertrag bei MCA Records. Ende 2002 lief der Vertrag aus und später gingen die Mitglieder der Band getrennte Wege. 2006 gelang es ihr, einen Plattenvertrag als Solokünstlerin bei Warner Music Group zu bekommen. Ab 2006 nahm sie ihr erstes Album auf, „The Chronicles of Tk“, das 2009 erschien. Das Album bekam wenig Unterstützung vom Label und wurde nur in Japan veröffentlicht, wo es auf Platz 12 der japanischen Album-Charts schaffte.
Ihre erste Single „I Wish You Loved Me“ erschien 2007, das dazugehörige Video ein Jahr später. Die Single schaffte es auf Platz 25 der japanischen Single-Charts.
Die zweite Singleauskopplung „Shatter'd“ hingegen schaffte es in die Top 10.
Anfang 2010 verließ Keli Warner wegen mangelhafter Unterstützung, arbeitet aber an ihrem zweiten Studioalbum „The 5th Element“, das im gleichen Jahr erschien und Platz 36 der japanischen Album-Charts erreichte. Mitte 2010 wurde bekanntgegeben, dass sie bei „Eight72 Entertainment“ unter Vertrag sei. Die Sängerin veröffentlichte drei verschiedene Singles, die für bestimmte Kontinente bei iTunes veröffentlicht wurden. Die erste Single „Next Time“ wurde nur in den Vereinigten Staaten veröffentlicht, die zweite Single „The Right Way“ in Europa und die dritte Single „Love Hurts“ in Japan, wo sie es auf Platz eins schaffte.

## Diskografie

### Alben
- 2009: The Chronicles of Tk
- 2010: The 5th Element

### Singles
- 2007: I Wish You Loved Me
- 2009: Shatter'd
- 2009: The Boy Is Mine
- 2010: Next Time
- 2010: The Right Way
- 2010: Love Hurts

## Filmographie
- 2009: Fame (2009)